# À la dérive (film, 2011)
Pour les articles homonymes, voir À la dérive.
Pour plus de détails, voir Fiche technique et Distribution.
À la dérive (Gli sfiorati) est un drame passionnel réalisé par Matteo Rovere et sorti en 2011.
Il s'agit d'une adaptation du roman éponyme de Sandro Veronesi.

## Synopsis
Le jeune Méte, graphologue fasciné par la psychologie cachée de l'écriture, se trouve dans une situation délicate : il doit s'occuper de sa demi-sœur Belinda, une adolescente de 17 ans, à l'occasion du second mariage de son père, seul point commun entre eux. Pour éviter cette situation, Méte fait semblant d'être occupé avec Damiano, un ami coureur de jupons, et Bruno, un collègue et père séparé. Mais Méte devra se résoudre à affronter sa demi-sœur.

## Fiche technique
- Titre français : À la dérive[1],[2]
- Titre original italien : Gli sfiorati[3]
- Réalisateur : Matteo Rovere
- Scénario : Laura Paolucci, Francesco Piccolo, Matteo Rovere, d'après le roman Gli sfiorati de Sandro Veronesi
- Photographie : Vladan Radovic
- Montage : Giogiò Franchini (it)
- Musique : Andrea Farri (it)
- Décors : Alessandro Vannucci
- Production : Domenico Procacci
- Sociétés de production : Fandango, Rai Cinema
- Pays de production :  Italie
- Langue originale : italien
- Format : couleurs - 2,35:1 - 35 mm
- Durée : 111 minutes
- Genre : drame passionnel
- Dates de sortie :
  - Royaume-Uni : 26 octobre 2011 (Festival du film de Londres)
  - Italie : 2 mars 2012

## Distribution
- Andrea Bosca (it) : Méte
- Miriam Giovanelli : Belinda
- Claudio Santamaria : Bruno
- Michele Riondino : Damiano
- Massimo Popolizio (it) : Sergio
- Aitana Sánchez-Gijón : Virna
- Asia Argento : Béatrice Plana
- Ettore Belmondo (it) : Acheteur à domicile
- Svetlana Tchernykh : Svetlana, la femme de ménage